# Templo de Filadélfia
O Templo de Filadélfia é um templo de A Igreja de Jesus Cristo dos Santos dos Últimos Dias no bairro Logan Square de Filadélfia. Concluído em 2016, a intenção de construir o templo foi anunciada em 4 de outubro de 2008, durante a 178ª Conferência Geral Semestral da Igreja pelo presidente da Igreja SUD, Thomas S. Monson. O templo é o primeiro da igreja no estado da Pensilvânia e o primeiro templo entre Washington, DC e Nova York.

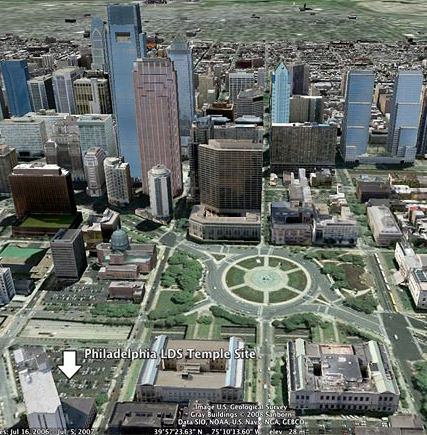
Localização do Templo da Filadélfia Pensilvânia como encontrado no mapa do US Geological Survey

Após o anúncio de outubro de 2008 dos planos para construir um templo na Filadélfia, em 19 de novembro de 2009, a Igreja SUD anunciou que estaria na Vine Street, no centro da Filadélfia, diretamente a nordeste de Logan Circle. Esta localização coloca o templo perto da Biblioteca Central Parkway, do Edifício do Tribunal da Família e da Catedral Basílica de São Pedro e São Paulo, principal igreja da Arquidiocese Católica Romana de Filadélfia.
O terreno foi aberto para o templo em 17 de setembro de 2011. Os líderes da comunidade local estiveram presentes nas cerimônias que foram presididas por Henry B. Eyring, Primeiro Conselheiro na Primeira Presidência da Igreja. Em julho de 2012, nenhum trabalho significativo havia começado no templo, pois um empreiteiro não havia sido encontrado para remover o estacionamento existente e iniciar a escavação abaixo do solo para a garagem de dois níveis. Em novembro de 2012, a Comissão de Arte da Filadélfia concedeu a aprovação final para o projeto do templo, apesar de alguns membros acharem que o edifício era muito semelhante a outros edifícios nas proximidades em sua aparência. A maior parte do estacionamento no local do templo foi removida em fevereiro de 2013 e, em 2 de maio daquele ano, a escavação subterrânea para a construção do templo havia sido concluída. O edifício foi enquadrado em sua altura máxima em agosto de 2014.

## Design e decoração externa
A igreja encomendou um templo contemporâneo de Perkins+Will, mas escolheu um design neoclássico do arquiteto de registro FFKR, com Perkins+Will projetando o interior do templo, praça, garagem, paisagem e um edifício de serviços. Roger Jackson, da FFKR, disse que sua empresa estudou edifícios notáveis da Filadélfia ao projetar o templo, como a torre da Christ Church, o interior do Independence Hall e o Franklin Institute.
O exterior é de granito cinza claro Deer Island - ao contrário do concreto pré-moldado da maioria dos templos - para combinar com os edifícios próximos, assim como o detalhamento da ordem coríntia . Quarenta e quatro árvores de bordo japonês estão na base do templo. Seu interior usa o estilo georgiano para representar o início da história dos Estados Unidos e da Igreja SUD.

## Complexo do templo
Autoridades da cidade e da igreja anunciaram em fevereiro de 2014 que uma capela e um prédio residencial de 32 andares serão construídos em um terreno adjacente ao local do templo, na 1601 Vine Street. A estrutura residencial e a capela foram projetadas por Paul L. Whalen da RAMSA. A capela servirá aproximadamente 1.000 dos 25.000 santos dos últimos dias na área de Filadélfia e incluirá um Centro de história da família. Prevê-se que o edifício residencial inclua 258 apartamentos e 13 casas geminadas, além de espaço comercial, e esteja sujeito a impostos regulares aplicáveis.

## Casa aberta e dedicação
Uma casa aberta ao público foi realizada de 10 de agosto a 9 de setembro de 2016, exceto aos domingos. De acordo com a igreja, aproximadamente 140.000 visitantes participaram da casa aberta. Em 17 de setembro foi realizada uma celebração cultural juvenil, que reconheceu a herança da região por meio de canto, dança e narração. Assim como a pioneira em 2011, a celebração cultural ocorreu no aniversário da assinatura da Constituição dos Estados Unidos . O templo foi formalmente dedicado por Eyring em 18 de setembro de 2016.

## Recepção
Em 2016, Inga Saffron, crítica de arquitetura do The Philadelphia Inquirer, chamou o templo de "a obra de arquitetura mais radical construída na Filadélfia em meio século... cultura de linha." Estimando seu custo em mais de US$ 100 milhões, ela escreveu que o templo era "o verdadeiro negócio clássico" e "uma ousada incursão no tecido hierárquico da Filadélfia". Saffron elogiou o trabalho em madeira interior como "excepcional" e aprovou o exterior replicando o edifício do Tribunal de Família nas proximidades, "o último design neoclássico verdadeiramente satisfatório". Ela criticou a decisão de colocar a porta da frente na 17th Street, afirmando que o templo "vira as costas para a Logan Square. Ocupa este importante espaço cívico sem ser um verdadeiro participante”. Saffron também não gostou do design da capela SUD ao lado, descrevendo o edifício projetado por Robert AM Stern como "estranho ... um cupcake esmagado com uma vela gigante presa no topo", com uma vala de drenagem "desconcertante" na Vine Street.
Jeffrey S. Markovitz de Hidden City Philadelphia concordou que o templo "respeita os monumentos neoclássicos do bairro Logan Square", afirmando que "é simultaneamente novo e parece ter estado lá o tempo todo". Ele concluiu que Benjamin Franklin Parkway ganhou "um edifício augusto [que] se junta a uma lista dos monumentos arquitetônicos mais notáveis da cidade". Curbed descreveu o templo como a "surpresa mais inesperada" da arquitetura da Filadélfia naquele ano. O arquiteto Jackson afirmou que em 2016 um guia turístico disse a um amigo que o templo era "'um dos prédios antigos'. . . Essa não era nossa intenção, mas era um benefício colateral".
Em 2017, o templo ganhou o prêmio Excellence in Craftsmanship da General Building Contractors Association.